# PharmNet.Bund
PharmNet.Bund ist in Deutschland ein Portal des Bundes und der Länder, das die zentrale Erfassung, Pflege, Austausch und die Darstellung von Arzneimitteldaten ermöglicht.
Wesentlicher Bestandteil ist das Arzneimittel-Informationssystem, das von den Arzneimittelzulassungsbehörden Bundesinstitut für Arzneimittel und Medizinprodukte (BfArM), Paul-Ehrlich-Institut (PEI) und Bundesamt für Verbraucherschutz und Lebensmittelsicherheit (BVL) erstellt wird. Das Deutsche Institut für Medizinische Dokumentation und Information (DIMDI) stellt die technische Plattform für den Betrieb der Datenbanken. Teile der Informationen sind für alle Bürger im Internet zugänglich. Neben administrativen Daten rund um die Arzneimittelzulassung enthält das Informationssystem bereits für eine Reihe von Fertigarzneimitteln auch Fach- und Gebrauchsinformationen, die kostenfrei eingesehen werden können. Das Angebot wird kontinuierlich ausgebaut.
Damit bekommen deutsche Bürger, die nicht einem Heilberuf angehören, erstmals legal Zugang zur ausführlichen Produktinformation (sog. Fachinformation oder Zusammenfassung der Merkmale des Arzneimittels) für in Deutschland zugelassene Arzneimittel. Die Arzneimittelhersteller in Deutschland gewähren Personen außerhalb medizinischer Fachkreise unter Bezugnahme auf § 10 HWG (Heilmittelwerbegesetz) keinen Zugang zu detaillierten Produktinformationen über ihre rezeptpflichtigen Arzneimittel.
Rechtsgrundlage für die Erstellung des Arzneimittel-Informationssystems ist § 34 AMG (Arzneimittelgesetz).
Das Portal ermöglicht überdies zurzeit verschiedene Behördenanwendungen sowie für Pharmaunternehmen die elektronische Einreichung von Änderungsanzeigen. Weitere Ausbaustufen waren ferner die Einrichtung eines Registers für GMP-relevante Daten und Dokumente, eines Verwaltungssystems für Klinische Studien (Studienregister), des öffentlichen Blutstammzelleinrichtungen-Registers nach § 9 TFG (Transfusionsgesetz) sowie des Tierarzneimittel-Abgabemengen-Registers.